# كفري (الهند)
كفري هي محطة تل صغيرة في منطقة شيملا بولاية هيماشال براديش في الهند. تقع 20 كم من عاصمة الولاية شيملا على الطريق السريع الوطني رقم 22.

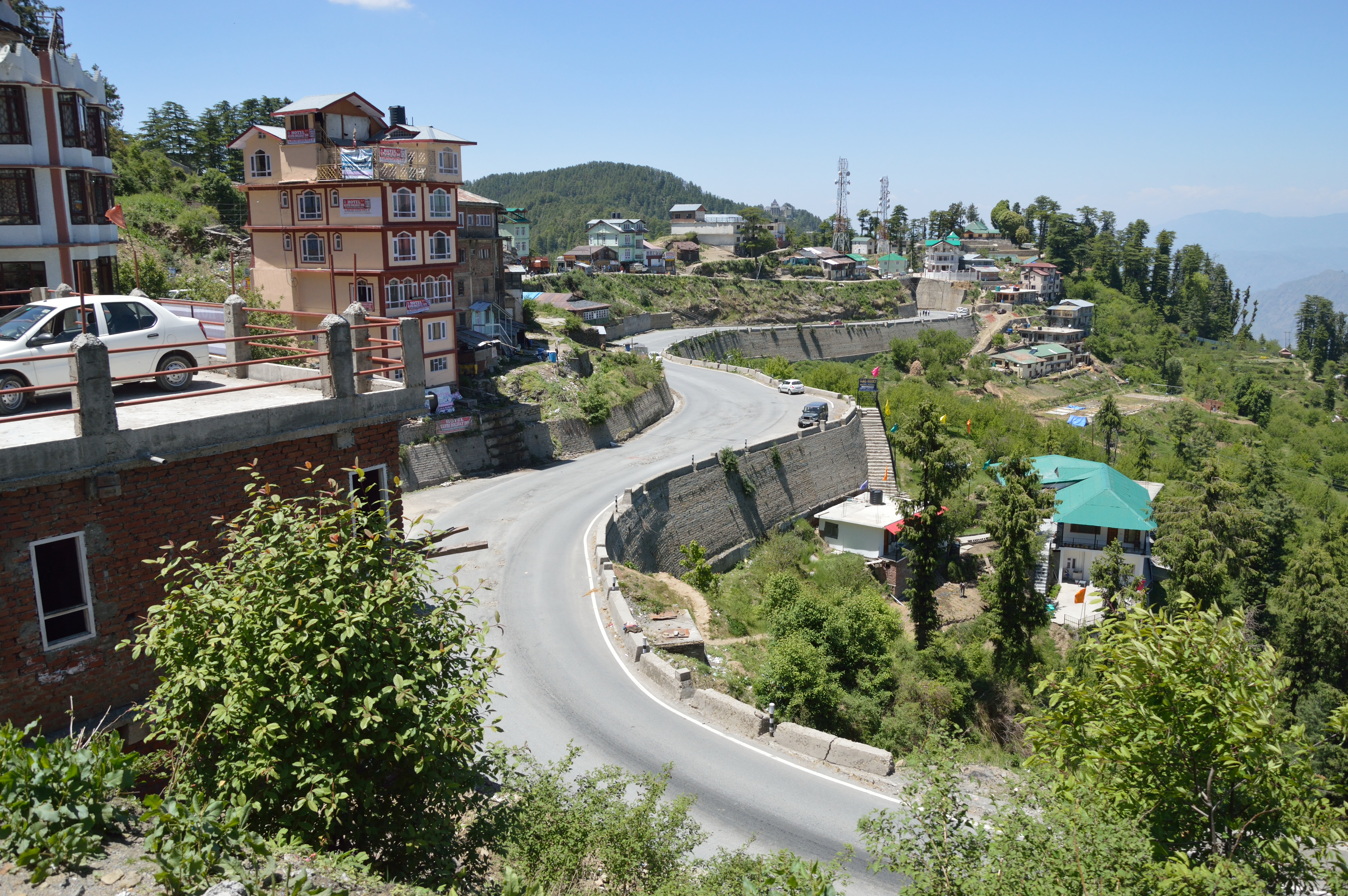
الكفري مع NH-22 حي شيملا.

اشتق اسم كفري من كلمة كفر التي تعني «بحيرة» في اللغة المحلية.

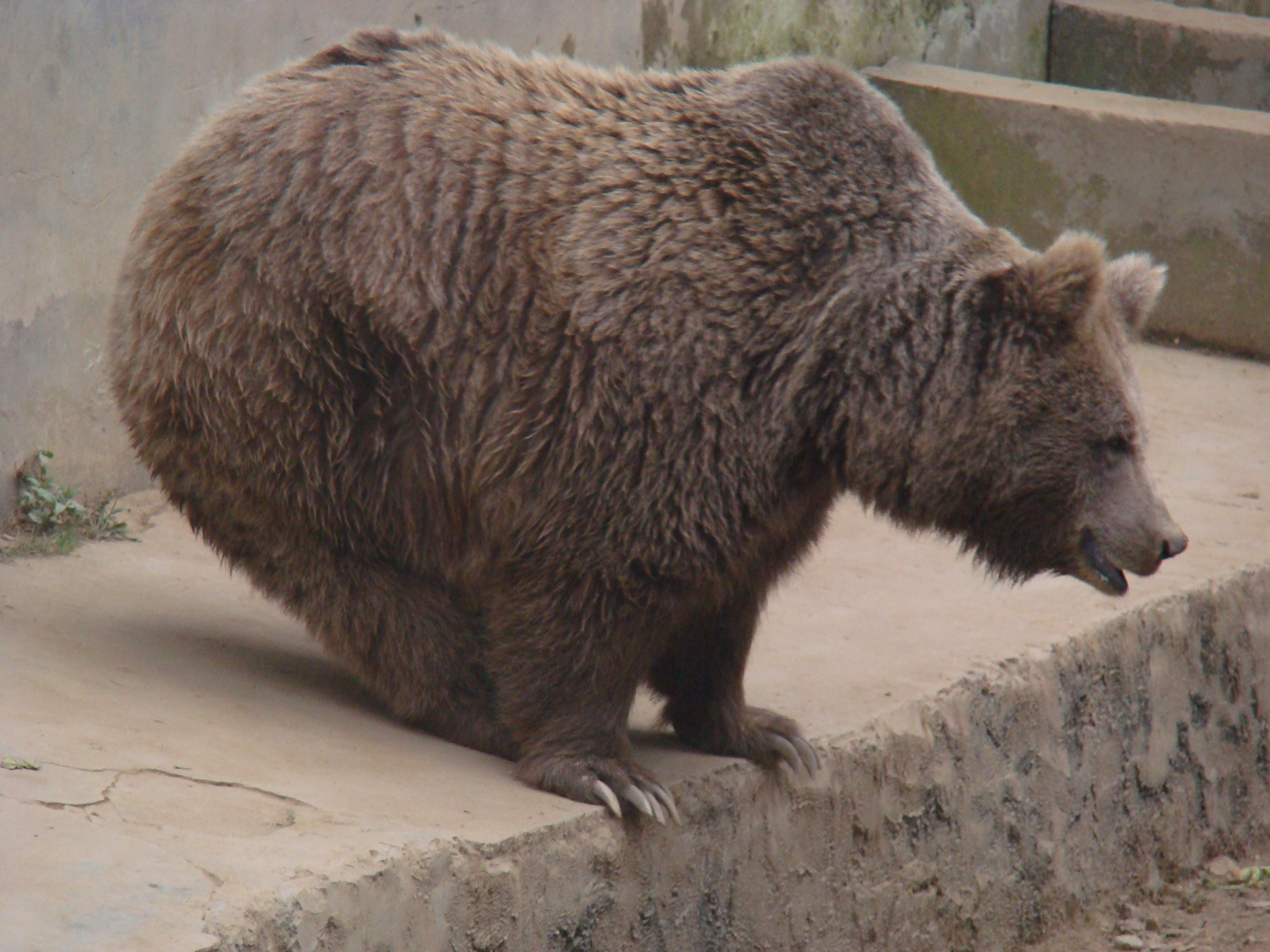
دب في حديقة حيوانات كفري

أعلى نقطة في المنطقة المحيطة بها،  كوفري بها حديقة حيوانات برية في الهيمالايا والتي تستضيف الظباء النادرة والقطط والطيور بما في ذلك طائر الهيمالايا مونال، طائر ولاية هيماشال براديش حتى عام 2007. خلال فصل الشتاء، يتحول المسار المتعرج عبر مزارع البطاطس إلى مسار تزلج شعبي.

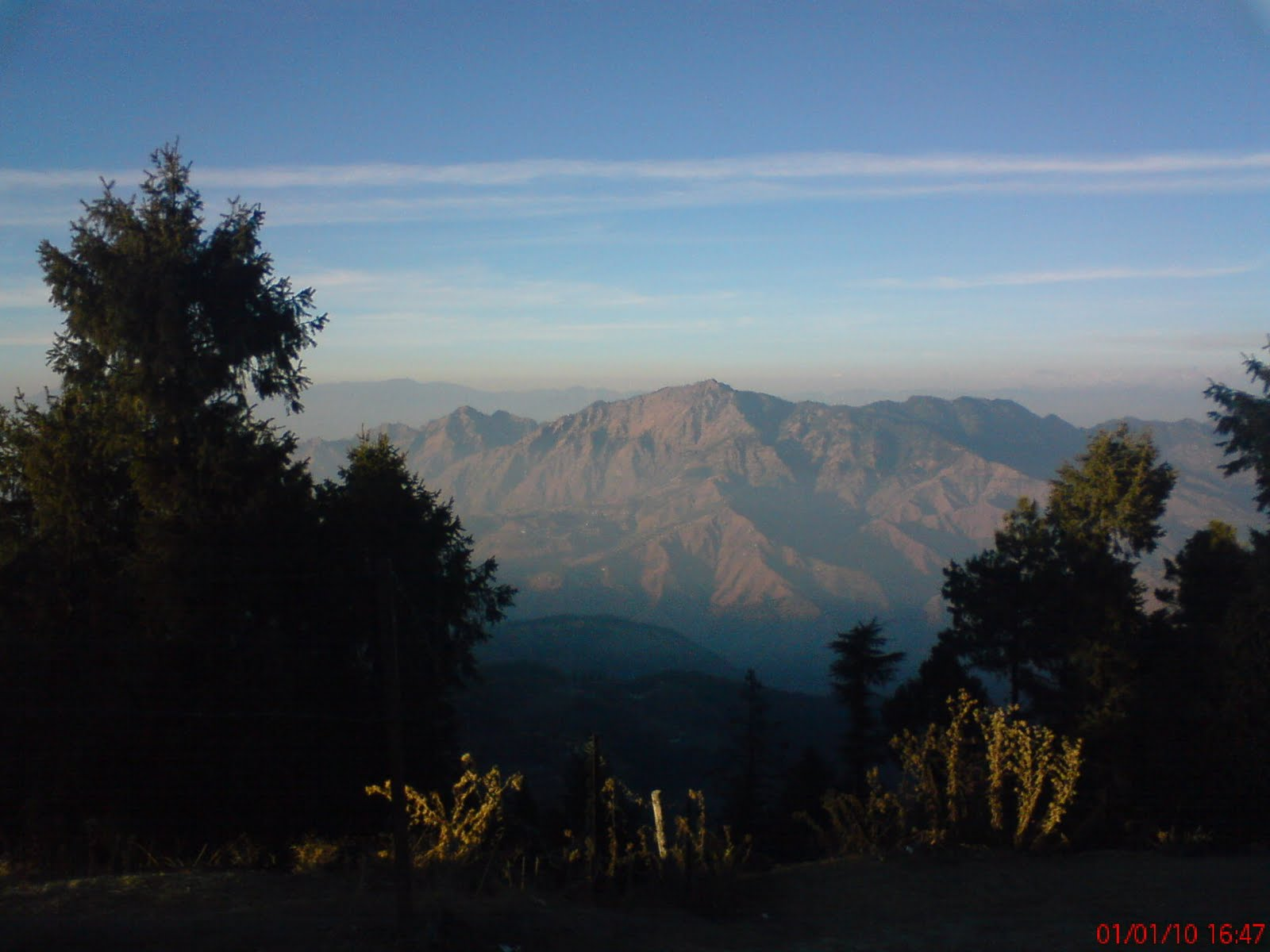
جبال الهيمالايا من كفري.

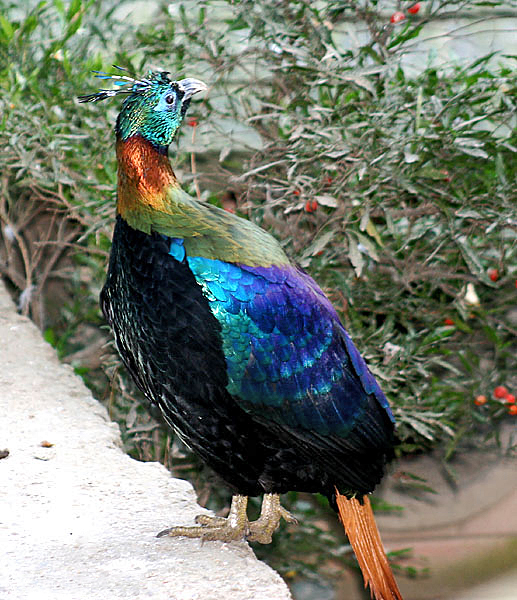
ذكر طائر المونال

## جغرافياً
يقع كوفري في 31°06′N 77°15′E / 31.10°N 77.25°E . يبلغ متوسط ارتفاعها 2720 متر (8923 أقدام).

## التاريخ
كانت المنطقة المحيطة بشيملا بما في ذلك كوفري ذات يوم جزءًا من مملكة نيبال حتى تم التنازل عنها للراج البريطاني كجزء من معاهدة سوغولي. ظلت هذه المنطقة محجوبة عن بقية العالم حتى اكتشفها البريطانيون عام 1819.

## الأماكن ذات الأهمية
مدينة كفري للمرح هي مدينة ملاهي للاستمتاع بها طوال اليوم. تم تجهيز هذه الحديقة بالعديد من الألعاب والمسابح وأعلى مسار لسيارات الكارت في العالم.

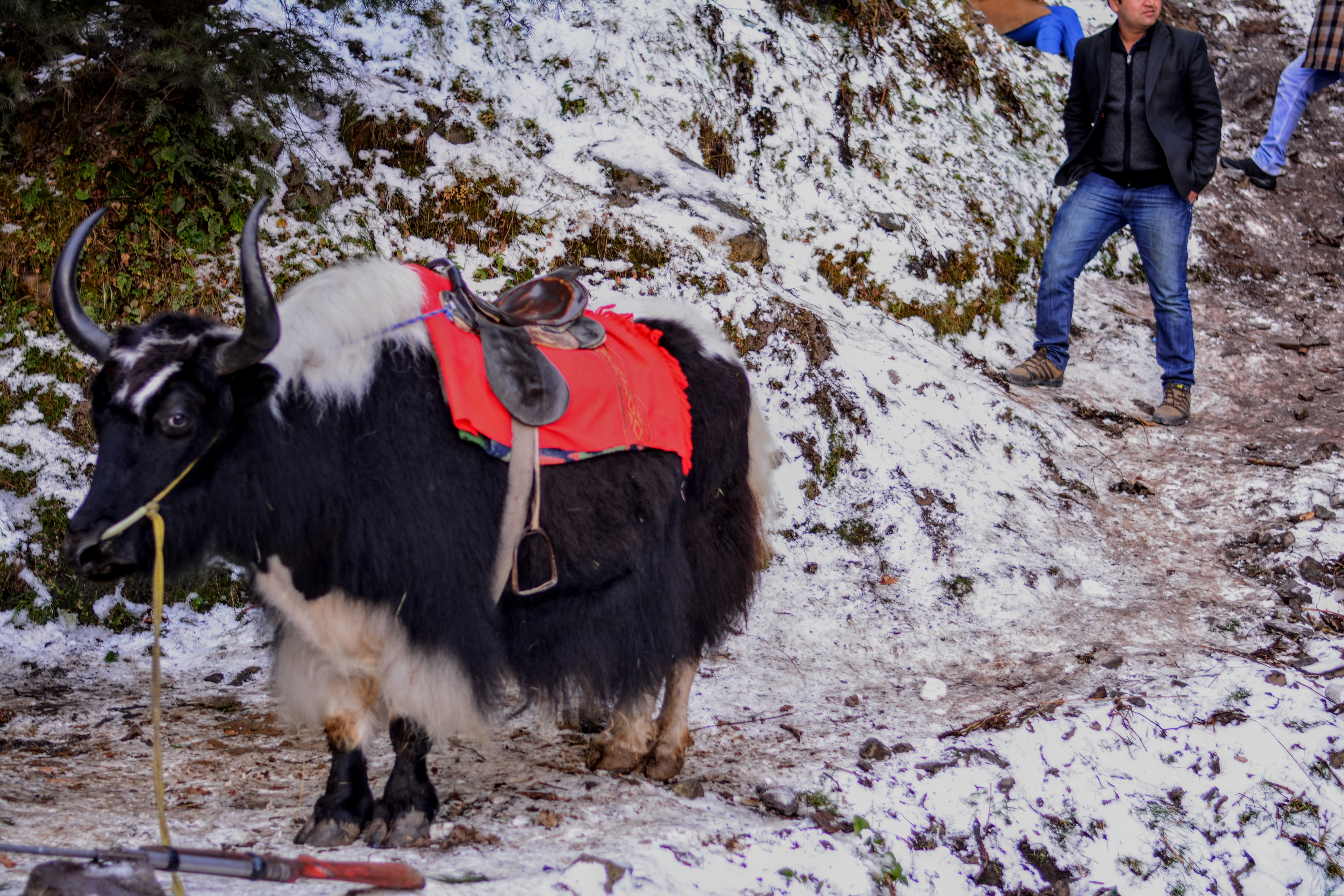
كفري ياك

من الكفري إلى قمة محاسو - أعلى قمة في الكفري.

### حديقة انديرا السياحية
يقع حديقة انديرا السياحية بالقرب من حديقة الهيمالايا الطبيعية ويوفر إطلالة بانورامية على المواقع المحيطة.